# Los Bravos
Los Bravos byla španělská beatová skupina. Vznikla v roce 1965 na ostrově Mallorca, kde se německý zpěvák Michael Kogel dal dohromady s členy skupin Los Sonor a The Runaways.
Největším hitem skupiny byla skladba „Black Is Black“, které se ve světě prodalo přes milion kopií a v říjnu 1966 vedla kanadskou hitparádu, v britské byla druhá a v americké čtvrtá. Ve Francii píseň zpopularizoval Johnny Hallyday jako „Noir c'est noir“. Úspěšná byla také píseň „Bring a Little Lovin'“, která byla použita ve filmu Tenkrát v Hollywoodu.
Los Bravos účinkovali ve filmu Javiera Aguirreho Los chicos con las chicas, který se v Československu promítal pod názvem V zajetí melódie. Zúčastnili se také v roce 1967 Festivalu Sanremo.
V roce 1969 odešel zpěvák Kogel na sólovou dráhu a vystupoval pod jménem Mike Kennedy. V roce 1971 ukončila skupina činnost, avšak někteří její členové občas pod tímto názvem vystupují; v roce 2015 nahrál Kogel s baskytaristou Miguelem Vicensem Danúsem novou verzi „Black Is Black“.

## Diskografie
- Black is Black (1966)
- Los chicos con las chicas (1967)
- Bring a Little Lovin' (1968)
- Ilustrisimos Bravos (1969)